# Thomas Roijakkers
Thomas Roijakkers (Deurne, 26 november 1978) is een Nederlands basketbalcoach.

## Carrière
Roijakkers werd coach in 1998 van lokale clubs en jeugdploegen. In 2004 werd hij assistent-coach bij Cape Holland waar hij een seizoen werkte. In 2005 werd hij hoofdcoach van de Belkaw Bascats in de Duitse eerste klasse vrouwencompetitie. Van 2006 tot 2008 was hij coach van de SV Halle Lions in de Duitse eerste en tweede klasse bij de vrouwen. Hij keerde daarna terug naar Nederland als assistent bij Upstairs Weert, nadien was hij assistent bij Landstede Basketbal van 2009 tot 2012. Van 2012 tot 2013 was hij coach van de vrouwenploeg DBC Houthalen. Hierna zou hij normaal gezien de vrouwenploeg Rhein-Main Baskets trainen maar dat ging niet door.
Van 2013 tot 2015 was hij coach van de Duitse tweedeklasser Citybasket Recklinghausen. Na een seizoen als assistent bij het Belgische Leuven Bears keerde hij terug naar Duitsland. Hij begon het seizoen bij derdeklasser RSV Eintracht maar eindigde bij reeksgenoot Rhöndorf Dragons. Het seizoen 2017/18 was hij assistent-coach bij Limburg United onder Ronnie McCollum. Het seizoen erop werd hij assistent bij Spirou Charleroi onder Nikša Bavčević. Hij werd in de zomer van 2019 voorgesteld als de nieuwe coach van het Japanse Saitama Broncos maar kon de functie uiteindelijk niet opnemen.
In het seizoen 2020/21 werd hij coach van het Oostenrijkse Dornbirn Lions. Na een seizoen trok hij naar het Taiwanese Formosa Taishin Dreamers waar hij tot in 2023 bleef coachen. In de zomer van 2023 tekende hij bij het Duitse EWE Baskets Oldenburg als assistent maar al in november 2023 vertrok hij daar alweer. Hij werd in april 2024 hoofdcoach in Indonesië bij Rans Simba Basketball.

## Privéleven
Thomas' broer Johan Roijakkers is ook een basketbalcoach.